# Anisocerus stellatus
Anisocerus stellatus är en skalbaggsart som beskrevs av Guérin-Méneville 1855. Anisocerus stellatus ingår i släktet Anisocerus och familjen långhorningar. Inga underarter finns listade i Catalogue of Life.